# خواجة ولي
خواجة ولي (بالفارسية: خواجه ولی) هي قرية تقع في قسم تشناران الريفي (مقاطعة تشناران) في إيران. يقدر عدد سكانها بـ 18 نسمة بحسب إحصاء 2016.